# Пекова, Алина Юрьевна
Алина Юрьевна Пекова (род. 8 января 1993, Чегем Второй, Кабардино-Балкария) — российская альпинистка, первая представительница России, взошедшая на  все 14 восьмитысячников.

## Биография
Родилась 8 января 1993 года в селе Чегем Второй (Кабардино-Балкария). С детства занималась художественной гимнастикой и теннисом. Решила заняться альпинизмом в 2017 году, когда взошла на Эльбрус.
По образованию филолог, выпускница Кабардино-Балкарского государственного университета. Свободно владеет английским.
Начала восходить на восьмитысячники в коммерческих экспедициях в апреле 2023 года. Первой такой вершиной в рамках проекта «14×8000» 16 апреля, стала Аннапурна (8091 м). Затем 18 мая того же года Пековой удалось в течение одного дня взойти на Джомолунгму (8848 м) и Лхоцзе (8516 м). Эти горы соединены перевалом Южное седло (7960 м). Пекова, спустившись с Джомолунгмы, не вернулась в базовый лагерь, а сразу отправилась на Лхоцзе с Южного седла.
В течение 2023 года, то есть менее чем за полгода, она смогла подняться на 11 высочайших вершин. Последним восьмитысячником стала гора Шишабангма (8027 м), на которую она взошла 9 октября 2024 года. Подъём на все восьмитысячные вершины ей удалось совершить за полтора года. Пекова планировала сделать это за год, но осенью 2023 года, когда готовилось восхождение на Шишабангму, с горы сошла лавина, погубившая несколько альпинистов, и китайские власти закрыли вершину для восхождений. Среди погибших были друзья Пековой.
Пекова стала 4-й женщиной в мире, которая добилась такого успеха. До Пековой лучшим среди россиян был Сергей Богомолов, который взошёл на 13 высочайших вершин Земли.
В свободное время увлекается бегом и теннисом. Имеет собственный бизнес.

## Хронология восхождений
- 16 апреля 2023 года — Аннапурна (8 091 м, Гималаи, Непал);
- 18 мая 2023 года — Джомолунгма (8 848 м, Гималаи, Непал);
- 18 мая 2023 года — Лхоцзе (8 516 м, Гималаи, Непал);
- 29 мая 2023 года — Макалу (8 485 м, Гималаи, Непал);
- 26 июня 2023 года — Нангапарбат (8 126 м, Гималаи, Пакистан);
- 19 июля 2023 год — Броуд-Пик (8 051 м, Каракорум, Пакистан);
- 27 июля 2023 год — Чогори (K2) (8 611 м, Каракорум, Пакистан);
- 2 августа 2023 года — Гашербрум I (8 080 м, Каракорум, Пакистан);
- 20 сентября 2023 года — Манаслу (8 163 м, Гималаи, Непал);
- 29 сентября 2023 года — Дхаулагири (8 167 м, Гималаи, Непал);
- 6 октября 2023 года — Чо-Ойю (8 201 м, Гималаи, Непал);
- 8 июня 2024 года — Канченджанга (8 586 м, Гималаи, Непал);
- 21 июля 2024 года — Гашербрум II (8 035 м, Каракорум, Пакистан);
- 9 октября 2024 года — Шишабангма (8 027 м, Гималаи, Тибет, Китай).